# Eucithara abakcheutos
Eucithara abakcheutos é uma espécie de gastrópode do gênero Eucithara, pertencente a família Mangeliidae.